# Frida Åslund
Pour les articles homonymes, voir Åslund.
Frida Åslund, née le 20 janvier 1879 à Öbacka (sv), un quartier résidentiel d'Umeå, et morte le 4 octobre 1937 à Umeå, est une écrivaine suédoise.

## Biographie
Fille de Daniel Åslund et de Maria Sofia Linder, petite-fille de Johan Anders Linder, elle est la demi-sœur des artistes Elis Åslund et Helmer Osslund,,.
La famille, qui en 1885 a déménagé d'Öbacka vers Öst på stan (sv) dans le centre d'Umeå, sort indemne de l'incendie qui détruit la ville en 1888. Lorsque la maison qu'elle loue au shérif de Sävar (sv) est vendue après l'incendie, la famille s'installe à Västerhiske (sv) puis à Grisbacka (sv). Mais Öst på stan reste le point de départ de ses histoires sur Frida et Folke (dont le véritable modèle s'appelait Peterson-Berger et était le frère cadet du compositeur Wilhelm Peterson-Berger).
Frida Åslund obtient un diplôme d'enseignante dans une école publique en 1901 et commence à exercer sa profession à Horndal et à By socken, Dalarna (sv), lieux que l'on retrouve dans la plupart de ses livres. Son premier livre est le roman Katarina-Anna en 1910 qui est suivi en 1911 et 1912 par deux autres romans de terroir. Après cela, elle ne publie plus aucun ouvrage jusqu'en 1925.
Lorsqu'elle reprend la littérature, elle se concentre sur les livres pour enfants et rédige trois livres à caractère autobiographiques. Le premier, Folke och Frida (sv) (1925), parle de Frida âgée de 7 à 9 ans, le deuxième Frida i Per-Nils-gården (1928) traite de Frida à l'âge de 10 ans et dans le troisième Tiden går (1932) elle raconte ses aventures entre 12 et 15 ans. Ses romans sont considérées comme des précurseurs de la série de livres Zozo la tornade d'Astrid Lindgren et Frida Åslund a été surnommée « l'Astrid Lindgren de son temps ».
Ses livres sont salués par la principale critique de livres pour enfants de l'époque, Gurli Linder (en), et les écoles d'Umeå les ont utilisés comme lecture et manuels pour les écoles primaires et secondaires - dans certains cas jusque dans les années 1960. Après que le journal local Västerbottens-Kuriren les a de nouveau publiés dans les années 1970, ses livres ont reçu une nouvelle attention. Dans les années 2000, de nouvelles éditions de Folke och Frida et de Fridas nya värld, toutes deux illustrées par Jenny Berggren, relancent la notoriété de Frida Åslund.
Frida Åslund est également l'auteure de romans pour adultes et de plus de 200 nouvelles et articles publiés dans des magazines. Le livre pour enfants Norrsundabarnen (1932) a été traduit en danois. Les manuscrits des livres d'Åslund sont conservés - comme ceux de son frère Helmer - dans les archives de la Bibliothèque universitaire d'Umeå.
Elle est inhumée au cimetière occidental d'Umeå.
En 2015, une rue du nouveau quartier résidentiel de Sandåkern (sv) à Umeå a été nommée en son honneur.

## Œuvres
- 1910 : Katrina-Anna
- 1911 : Bangkeholm
- 1912 : Carmen Bangk
- 1925 : Folke och Frida
- 1925 : Helga Hammar
- 1928 : Frida i Per-Nils-gården
- 1929 : Främlingsfolket i Degerforsa
- 1932 : Tiden går
- 1933 : Norrsundabarnen
- 1934 : Gertru från Svartliden
- 1935 : Jungman Niklas Bock
- 1936 : Önskedagen och andra barnhistorier
- 1937 : En riktig julstuga
- 1938 : Storfågeln och andra norrlandsberättelser, signé H. Wranér, illustrations de Paul Nordlund
- 1942 : Kristina och hennes syskon på Hammardalens bruk